# Мезенцево
Ме́зенцево (рос. Мезенцево) — село у складі Тюменцевського району Алтайського краю, Росія. Адміністративний центр та єдиний населений пункт Мезенцевської сільської ради.

## Населення
Населення — 367 осіб (2010; 502 у 2002).
Національний склад (станом на 2002 рік):
- росіяни — 94 %